# Diphyus sexzonatus
Diphyus sexzonatus är en stekelart som först beskrevs av Rudow 1888.  Diphyus sexzonatus ingår i släktet Diphyus och familjen brokparasitsteklar. Inga underarter finns listade i Catalogue of Life.